# Stazione di Santa Ninfa Città
La stazione di Santa Ninfa Città era una stazione ferroviaria posta sulla linea Salemi-Santa Ninfa. Serviva il centro abitato di Santa Ninfa.

## Storia
La stazione è entrata in esercizio nel 1935 con l'apertura della linea Salemi-Santa Ninfa rimanendo attiva fino al 1º luglio 1954 data in cui il traffico venne sospeso in seguito alla chiusura all'esercizio della linea.